# Катастрофа на космодроме Плесецк (1980)
Катастрофа на космодроме Плесецк 18 марта 1980 года — авария с многочисленными человеческими жертвами при подготовке к пуску ракеты-носителя Восток-2М.
За 2 часа 15 минут до запланированного запуска произошёл взрыв. На момент взрыва в непосредственной близости от ракеты находился 141 человек. В пожаре погибло 44 человека. 43 человека получили ожоги различной степени тяжести и были доставлены в госпиталь, четыре человека впоследствии скончались.
Катастрофа, повлёкшая за собой большое количество жертв, была вызвана применением каталитически активных материалов при изготовлении фильтров перекиси водорода.

## Хронология событий
Накануне, 17 марта, ракета была установлена на стартовом комплексе № 43/4. Автономные и генеральные испытания были пройдены без замечаний.
К моменту взрыва 19 часов 01 минута ракета уже была полностью заправлена керосином. Происходила заправка жидким кислородом и жидким азотом. Завершалась заправка перекисью водорода.
По показаниям большинства очевидцев, первая вспышка произошла в районе третьей ступени (блок Е ракеты). Через несколько секунд произошёл взрыв ниже нулевой отметки и начался обширный пожар. Во время пожара произошло ещё 3—4 взрыва.

## Спасательная операция
Благодаря мужеству и отваге участников спасательной операции множество людей всё же удалось вывести в безопасное место. Один из спасателей погиб. Ещё до полной ликвидации пожара, в течение трёх дней, вёлся поиск и извлекались тела погибших.

## Расследование
Для выяснения причин взрыва была образована Правительственная комиссия. Комиссию возглавил заместитель Председателя Совета Министров СССР Л. В. Смирнов. В работе комиссии принимали участие ведущие учёные, специалисты и испытатели ракетно-космической техники. Было собрано множество показаний очевидцев, многие из которых, однако, находились на значительном удалении от ракеты в момент взрыва. Один из свидетелей, Юрий Дёменко, работавший в тот день с системой подачи перекиси водорода, позднее утверждал, что взрыв начал распространяться с его участка работ, но его показания по непонятным причинам не были заслушаны комиссией, а сам он в то время находился на лечении.
Было выдвинуто девять версий причин катастрофы. Шесть версий основывались на взрыве перекиси водорода в нижней части ракеты. Три версии объясняли катастрофу локальным взрывом, наблюдавшейся вспышкой, в районе третьей ступени. Было установлено, что в месте подключения заправочного шланга к баку с жидким кислородом третьей ступени имелась течь, и расчёт намеревался устранить её, обмотав стык мокрой тканью. И хотя фактически во время заправки ткань применена не была, комиссия заключила, что к катастрофе привёл «взрыв (воспламенение) пропитанной кислородом ткани в результате несанкционированных действий одного из номеров боевого расчёта».

## Последствия
23 июля 1981 года удалось избежать аналогичной катастрофы. Перекись водорода начала разлагаться ещё в наземных магистралях, образуя взрывоопасную смесь. Было установлено, что при производстве фильтров перекиси водорода применялись каталитически активные материалы. Завод, производивший фильтры, перешёл на использование свинецсодержащего припоя. Имеется документ, согласующий изменение марки припоя при производстве. Рационализаторское предложение по замене припоя исходило от завода-производителя и, не получив должного внимания со стороны химиков, было согласовано и подписано главным конструктором Владимиром Барминым в числе прочих документов. На сегодняшний день, однако, не сохранилось документальных подтверждений, что годом ранее были использованы аналогичные фильтры.
5 февраля 1996 года, на основании Акта межведомственной комиссии по дополнительному расследованию причин катастрофы 18 марта 1980 года, было подписано Решение №Н-4075 о реабилитации боевого расчёта 1-го ГИК МО. В тексте решения указано, что катастрофа произошла не по вине личного состава боевого расчёта космодрома.
| Список погибших в катастрофе на космодроме Плесецк 18 марта 1980 года | Список погибших в катастрофе на космодроме Плесецк 18 марта 1980 года | Список погибших в катастрофе на космодроме Плесецк 18 марта 1980 года | Список погибших в катастрофе на космодроме Плесецк 18 марта 1980 года |
| Фамилия                                                               | Имя                                                                   | Отчество                                                              | звание                                                                |
| --------------------------------------------------------------------- | --------------------------------------------------------------------- | --------------------------------------------------------------------- | --------------------------------------------------------------------- |
| Гринько                                                               | Валентин                                                              | Гаврилович                                                            | подполковник                                                          |
| Кузнецов                                                              | Николай                                                               | Николаевич                                                            | майор                                                                 |
| Ручков                                                                | Николай                                                               | Игнатьевич                                                            | майор                                                                 |
| Кукушкин                                                              | Александр                                                             | Витальевич                                                            | капитан                                                               |
| Шепилов                                                               | Валерий                                                               | Васильевич                                                            | капитан                                                               |
| Микеров                                                               | Сергей                                                                | Борисович                                                             | старший лейтенант                                                     |
| Михайлов                                                              | Виктор                                                                | Николаевич                                                            | старший лейтенант                                                     |
| Куба                                                                  | Александр                                                             | Александрович                                                         | лейтенант                                                             |
| Сорокин                                                               | Сергей                                                                | Александрович                                                         | лейтенант                                                             |
| Гареев                                                                | Айрат                                                                 | Газизьянович                                                          | прапорщик                                                             |
| Габдуллин                                                             | Фаридьян                                                              | Хамитович                                                             | сержант                                                               |
| Назаров                                                               | Евгений                                                               | Григорьевич                                                           | сержант                                                               |
| Шарипов                                                               | Иишат                                                                 | Тасимович                                                             | сержант                                                               |
| Лузин                                                                 | Владимир                                                              | Анатольевич                                                           | младший сержант                                                       |
| Аникеев                                                               | Николай                                                               | Павлович                                                              | ефрейтор                                                              |
| Великоредчанин                                                        | Ярулло                                                                | Нуриллович                                                            | ефрейтор                                                              |
| Годунов                                                               | Николай                                                               | Васильевич                                                            | ефрейтор                                                              |
| Желкибаев                                                             | Максат                                                                | Даулеткельдович                                                       | ефрейтор                                                              |
| Жуков                                                                 | Валентин                                                              | Михайлович                                                            | ефрейтор                                                              |
| Зайнулин                                                              | Рушан                                                                 | Фаритович                                                             | ефрейтор                                                              |
| Захаров                                                               | Владимир                                                              | Михайлович                                                            | ефрейтор                                                              |
| Кудрявцев                                                             | Юрий                                                                  | Алексеевич                                                            | ефрейтор                                                              |
| Кузнецов                                                              | Игорь                                                                 | Борисович                                                             | ефрейтор                                                              |
| Постовалов                                                            | Валерий                                                               | Михайлович                                                            | ефрейтор                                                              |
| Аббасханов                                                            | Тофиг                                                                 | Садатхан Оглы                                                         | рядовой                                                               |
| Абдуразяков                                                           | Бахром                                                                | Убайдулоевич                                                          | рядовой                                                               |
| Агоразов                                                              | Бекмурад                                                              | Джумаевич                                                             | рядовой                                                               |
| Акберов                                                               | Сулейман                                                              | Меджид Оглы                                                           | рядовой                                                               |
| Алиев                                                                 | Али                                                                   | Омар Оглы                                                             | рядовой                                                               |
| Аманов                                                                | Данатар                                                               | Акмурадович                                                           | рядовой                                                               |
| Аминов                                                                | Азод                                                                  | Аллаярович                                                            | рядовой                                                               |
| Денисевич                                                             | Сергей                                                                | Владимирович                                                          | рядовой                                                               |
| Гамбаров                                                              | Фазаил                                                                | Исмаил Оглы                                                           | рядовой                                                               |
| Гельдыев                                                              | Амангельды                                                            | Мухоммет Оманович                                                     | рядовой                                                               |
| Гераскин                                                              | Виктор                                                                | Анатольевич                                                           | рядовой                                                               |
| Карачевцев                                                            | Анатолий                                                              | Иванович                                                              | рядовой                                                               |
| Кодиров                                                               | Рахимбек                                                              | Джонтоевич                                                            | рядовой                                                               |
| Логинов                                                               | Анатолий                                                              | Николаевич                                                            | рядовой                                                               |
| Мамадиев                                                              | Тулкун                                                                | Турсунович                                                            | рядовой                                                               |
| Назаров                                                               | Шариф                                                                 | Холикович                                                             | рядовой                                                               |
| Овечкин                                                               | Петр                                                                  | Петрович                                                              | рядовой                                                               |
| Одилов                                                                | Мусуимонкул                                                           | Остонович                                                             | рядовой                                                               |
| Салтанов                                                              | Бекмурад                                                              | Ильясович                                                             | рядовой                                                               |
| Сибошвили                                                             | Нугзари                                                               | Шалвович                                                              | рядовой                                                               |
| Тагиев                                                                | Ислам                                                                 | Садык Оглы                                                            | рядовой                                                               |
| Шамуратов                                                             | Тазабай                                                               | Какаджанович                                                          | рядовой                                                               |
| Шашичев                                                               | Сергей                                                                | Николаевич                                                            | рядовой                                                               |
| Яруллин                                                               | Фаик                                                                  | Фсихзянович                                                           | рядовой                                                               |